# Syneura digitalis
Syneura digitalis är en tvåvingeart som beskrevs av Borgmeier 1925. Syneura digitalis ingår i släktet Syneura och familjen puckelflugor. Inga underarter finns listade i Catalogue of Life.